# Viola lanceolata
Viola lanceolata (Sedum morganianum) — вид рослин родини Товстолисті.

## Назва
В англійській мові має назву «болотно-біла фіалка» (англ. bog white violet). 

## Опис
Болотно-біла фіалка має прикореневі вузькі чи ланцелотні мʼякі оксамитово-опушені листки 5-10 см із зубчиками на краю. Зазвичай утричі довші ніж ширші. Квіти з п'ятьма пелюстками, двосторонньо-симетрична. Квітне з кінця весни до початку літа. Має також самозапильні квітки, що ростуть нижче у гущі листя. Плід - коробочка.

## Поширення та середовище існування
Зростає у штатах США, що виходять до Мексиканської затоки у саванах, болотахт на берегах потічків і озер.

## Галерея

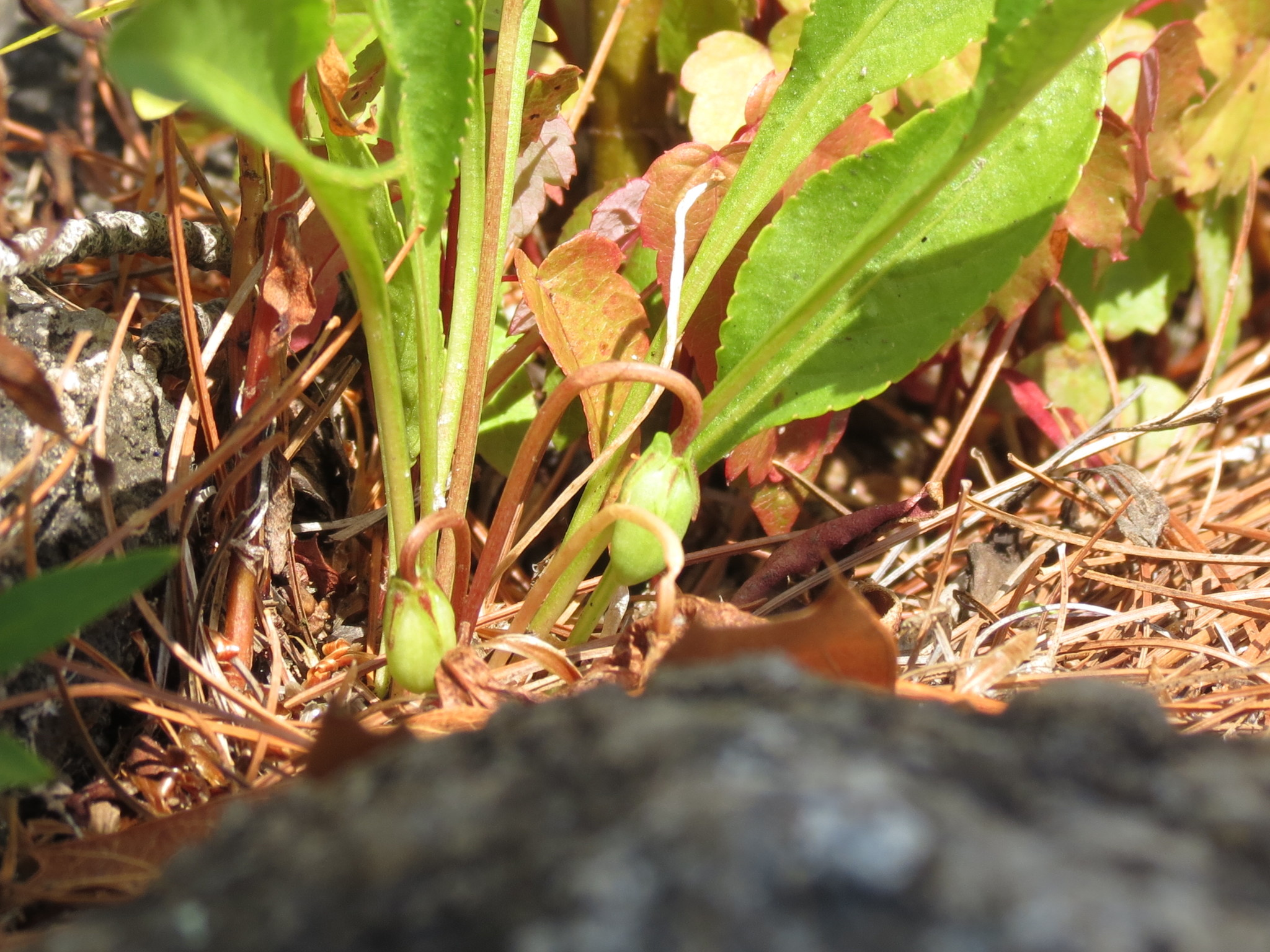
самозапильні квітки
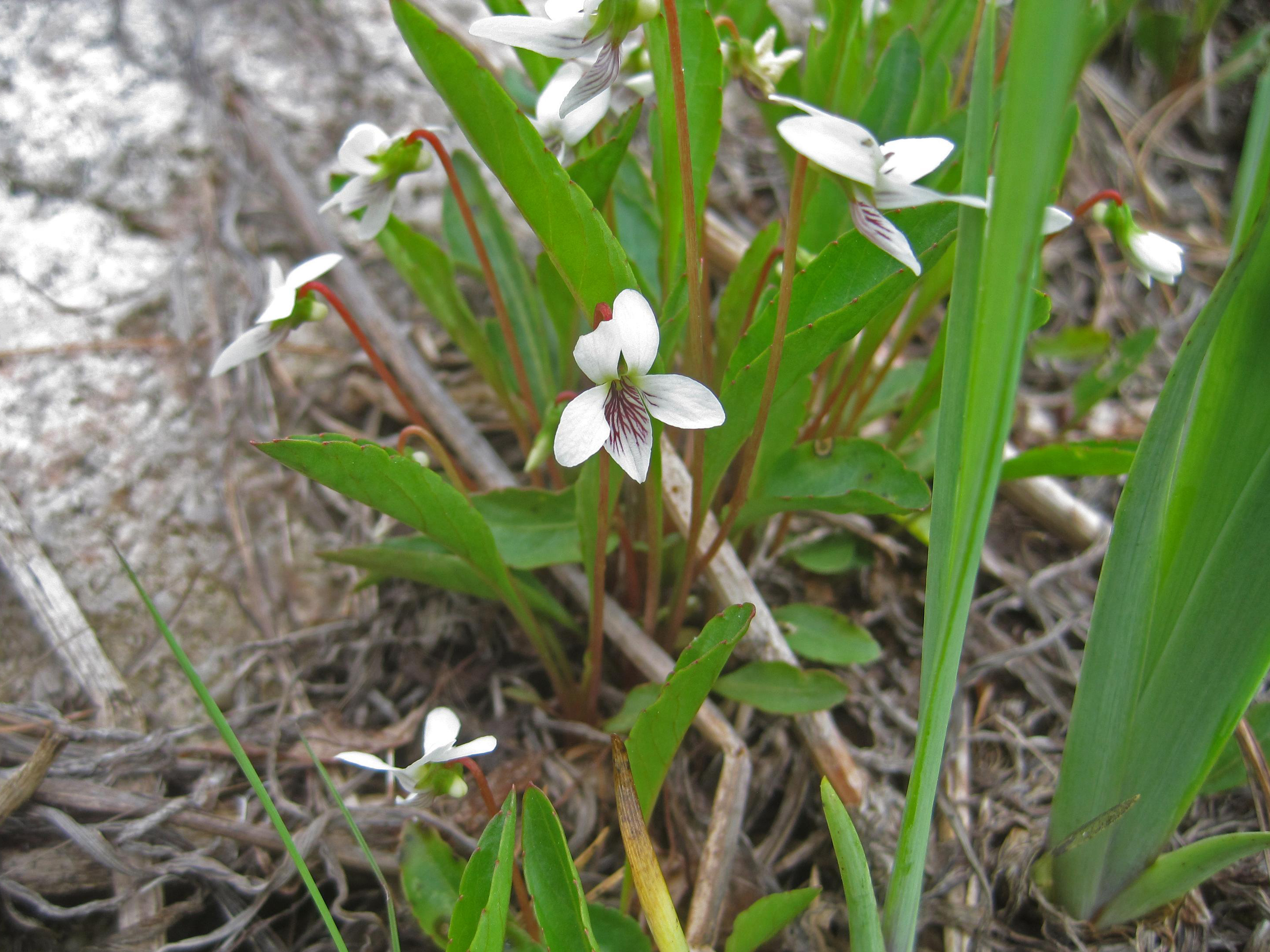